# Conseil des écoles publiques de l'Est de l'Ontario
 (février 2018).
Si vous disposez d'ouvrages ou d'articles de référence ou si vous connaissez des sites web de qualité traitant du thème abordé ici, merci de compléter l'article en donnant les références utiles à sa vérifiabilité et en les liant à la section « Notes et références ».
Le Conseil des écoles publiques de l'Est de l'Ontario, connu sous le nom CEPEO, est un conseil scolaire responsable de l'éducation des francophones dans l'Est de l'Ontario, en incluant les régions d'Ottawa, Prescott-Russell, Stormont, Dundas et Glengarry, Trenton et Kingston.  

## Historique
Le Conseil fut créé le 1er janvier 1998, lorsque le Gouvernement de l'Ontario décida de créer 12 conseils scolaires francophones dans la province. Le CEPEO est un membre de l'Association des conseils scolaires publics de l'Ontario.
Anciennement, le conseil était connu sous le nom du Conseil de district des écoles publiques de la langue française no. 59.

## Organisation
Le Conseil est constitué de 12 membres élus lors des élections municipales et de deux élèves conseillers qui représentent les intérêts spécifiques des élèves.
Il se compose de 27 écoles élémentaires (17 à Ottawa, 4 à Prescott-Russel, 2 à Stormont-Dundas-Glengarry, et une pour chacun des secteurs de Leeds et Grenville, Kingston, Trenton et Pembrok-Renfrew), de 12 écoles secondaires (6 à Ottawa, 2 à Prescott-Russell et une pour chacun des secteurs de Stormont-Dundas-Glenngarry, Klngston, Trenton et Pembroke-Renfrew), une école des adultes et une école spécialisée à Ottawa ainsi que 5 centres d'éducation et de formation de l'Est ontarien.
Le Conseil couvre 40 319 km² de la province de l'Ontario et compte 15 200 apprenants répartis dans ses 43 écoles. Près de 2 000 membres du personnel constitue le CEPEO. Le CEPEO est certifié ISO 14001 et ISO 14000 pour les élèves. Le taux de diplomation du CEPEO est supérieur à 90 %. La croissance des effectifs en 2018 est de 6,2 %.

## Programme «Santé, sécurité et bien-être»
Le CEPEO est le premier conseil scolaire francophone[réf. nécessaire] à se doter d’un volet composé d’experts qui se consacrent entièrement au bien-être et à la sécurité des élèves et 16.9M$ sont investis chaque année pour permettre à tous les élèves ayant des besoins
particuliers de réussir à l’école.

## Certification ISO
Le CEPEO est le premier conseil scolaire au monde[réf. nécessaire] à offrir le programme ISO 14 000 pour les élèves et à recevoir la certification ISO 14 001, reconnue  par l’Organisation des Nations Unies pour l’éducation, la science et la culture (UNESCO). Le programme écoresponsable du CEPEO est récipiendaire du Prix d’excellence « Projet/Initiative de l’année » décerné par le Regroupement des gens d’affaires de la capitale nationale.

## Partenariat
Le CEPEO est le premier conseil scolaire de l’Est de l’Ontario[réf. nécessaire] à signer une entente de partenariat avec l’Académie de Besançon en France comportant échange d’expertise, formation de cadres, expérimentation et observation.